# Tecoma
Tecoma é um género botânico pertencente à família Bignoniaceae.

## Espécies
O género Tecoma inclui as seguintes espécies:
- Tecoma arequipensis (Sprague) Sandwith
- Tecoma capensis (Thunb.) Lindl. – (Sueste da África)
- Tecoma castaneifolia (D.Don) Melch.
- Tecoma cochabambensis (Herzog) Sandwith
- Tecoma fulva (Cavanilles) D.Don
- Tecoma garrocha Hieronymus – Argentina
- Tecoma guarume DC.
- Tecoma nyassae Oliv.
- Tecoma rosifolia Humboldt, Bonpland & Kunth
- Tecoma sambucifolia Kunth
- Tecoma stans (L.) Juss. ex Kunth – Ipê-de-jardim (Américas)
  - Tecoma stans var. stans
  - Tecoma stans var. velutina DC.
- Tecoma tanaeciiflora (Kränzlin) Sandwith
- Tecoma tenuiflora (DC.) Fabris
- Tecoma weberbaueriana (Kränzlin) Melchior[1][2]

### Espécies anteriores
AS espécies que anteriormente eram adicionadas a este gênero.
| - Campsidium valdivianum (Phil.) Skottsb. (as T. valdiviana Phil.) - Campsis ×tagliabuana (Vis.) Rehder (as T. tagliabuana Vis.) - Pandorea jasminoides (Lindl.) K.Schum. (as T. jasminoides Lindl.) - Pandorea pandorana (Andrews) Steenis (as T. australis R.Br. or T. pandorana (Andrews) Skeels) - Paratecoma peroba (Record & Mell) Kuhlm. (as T. peroba Record & Mell) - Podranea brycei (N.E.Br.) Sprague (as T. brycei N.E.Br.) - Podranea ricasoliana (Tanfani) Sprague (as T. mackenii W.Watson or T. ricasoliana Tanfani) - Tabebuia alba (Cham.) Sandw (as T. alba Cham.) - Tabebuia aurea (Silva Manso) Benth. & Hook.f. ex S.Moore (as T. argentea Bureau & K.Schum. or T. caraiba Mart.) - Tabebuia bahamensis (Northr.) Britton (as T. bahamensis Northr.) - Tabebuia berteroi (DC.) Britton (as T. berteroi DC.) - Tabebuia chrysantha subsp. meridionalis A.H.Gentry (as T. spectabilis Planch. & Linden) | - Tabebuia chrysotricha (Mart. ex DC.) Standl. (as T. chrysotricha Mart. ex DC.) - Tabebuia guayacan (Seem.) Hemsl. (as T. guayacan Seem.) - Tabebuia heptaphylla (Vell.) Toledo (as T. ipe Mart. ex K.Schum.) - Tabebuia heterophylla (DC.) Britton (as T. leucoxylon (L.) Mart. ex DC. or T. pentaphylla Juss. ex DC.) - Tabebuia impetiginosa (Mart. ex DC.) Standl. (as T. impetiginosa Mart. ex DC.) - Tabebuia ochracea subsp. heterotricha (DC.) A.H.Gentry) (as T. heterotricha DC.) - Tabebuia ochracea subsp. ochracea (as T. ochracea Cham.) - Tabebuia rosea (Bertol.) DC. (as T. rosea Bertol.) - Tabebuia serratifolia (Vahl) G.Nicholson (as T. serratifolia (Vahl) G.Don) - Tecomanthe dendrophila (Blume) K.Schum. (as T. dendrophila Blume) - Tecomella undulata (Sm.) Seem. (as T. undulata (Sm.) G.Don) |